# Distenia chaparensis
Distenia chaparensis är en skalbaggsart som beskrevs av Friedrich F. Tippmann 1953. Distenia chaparensis ingår i släktet Distenia och familjen långhorningar. Inga underarter finns listade i Catalogue of Life.